# Columna minera de Riotinto
Se conoce como columna minera de Riotinto a la agrupación de combatientes voluntarios que se formó el 18 de julio de 1936 en las cuencas mineras de la provincia de Huelva (España) para transportar dinamita a Sevilla. El general Gonzalo Queipo de Llano difundió por la radio que venían a “volar la Giralda y la catedral”, bulo que se propagó con éxito entre la población de Sevilla y que ha llegado hasta nuestros días. El plan era que los mineros se uniesen en La Palma del Condado a un grupo de guardias civiles y de asalto comandados por el comandante de la Guardia Civil Gregorio Haro Lumbreras, quien había hecho patente su lealtad al Gobierno legítimo, enviados desde Huelva capital para entrar juntos en Sevilla. Sin embargo el comandante de estos guardias traicionó a sus mandos, se pasó a los sublevados y el 19 de julio por la mañana tendió una emboscada a la columna minera en La Pañoleta, a las afueras de Sevilla. Los guardias ametrallaron a los mineros, haciendo estallar la dinamita y matando y apresando a muchos de ellos.

## Historia

### Creación y composición

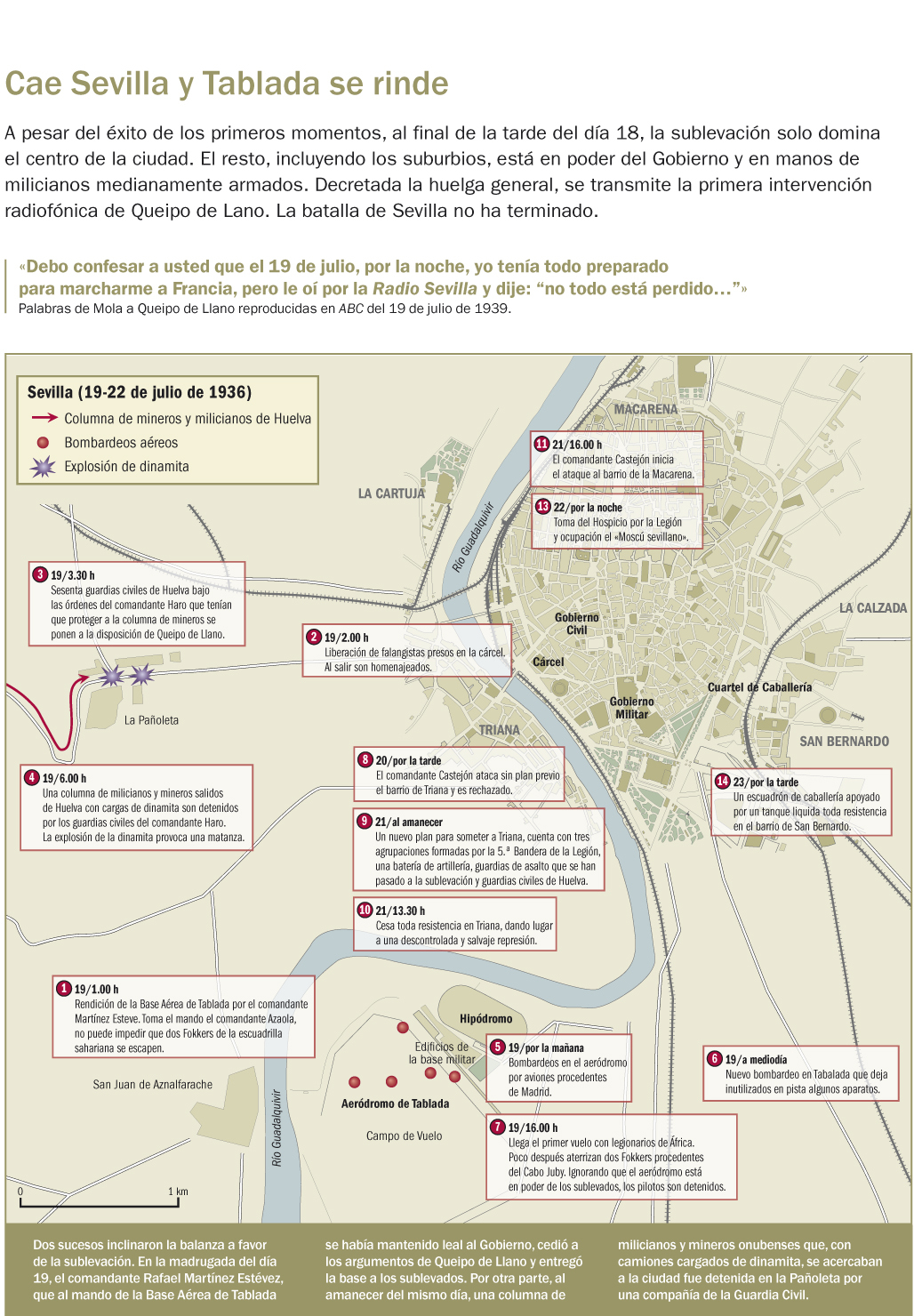
Mapa en el que se indica el lugar cercano a Sevilla donde la columna minera fue interceptada y aniquilada.

Al producirse la sublevación militar en Sevilla el 18 de julio de 1936 y estallar combates entre militares sublevados y leales al Gobierno, el general Pozas (director general de la Guardia Civil) ordenó que se enviase a Sevilla desde la provincia de Huelva a mineros con explosivos, guardias de asalto, guardias civiles y carabineros para ayudar a sofocar el intento de golpe de Estado.

Le recomiendo que movilice a toda la población minera y empleen explosivos para aniquilar a esas bandas de terroristas, confiando a la llegada de la columna militar que avanza sobre Córdoba y Sevilla en carrera triunfal y que en poco tiempo aniquilará a esos restos de facciosos traidores que se entregan al vandalismo más grosero y cruel en sus últimos aletazos de vida
Instrucciones del general Pozas al gobernador civil de Huelva.

La columna se formó en los municipios onubenses de Riotinto, Nerva y Calañas el 18 de julio por la tarde. La componían varios cientos de militantes de partidos y sindicatos de izquierda, principalmente mineros, liderados por el exdiputado Luis Cordero Bel, Juan Gutiérrez Prieto y Rafael Jurado Chacón. A lo largo del camino se les fueron uniendo voluntarios de los municipios onubenses de Valverde del Camino y San Juan del Puerto.
Su principal armamento era un cargamento de 250 kg de dinamita. Además disponían de algunos fusiles. Sus medios de transporte eran 14 camiones requisados a la Rio Tinto Company, entre ellos dos blindados artesanalmente, así como algunos turismos y motos.

### Camino hacia Sevilla
La columna emprendió ruta hacia Sevilla dando un rodeo por Valverde del Camino y La Palma del Condado porque el plan era unirse en esta localidad a unos 120 guardias civiles y de asalto enviados desde Huelva por el gobernador civil Jiménez Castellano. Pero estos guardias, al mando del comandante Gregorio Haro Lumbreras, habían llegado antes a La Palma, siguiendo hasta Sevilla y uniéndose allí a los sublevados.
El 19 de julio muy temprano prosiguió la columna su camino a Sevilla. En Castilleja del Campo se apoderan de algunas escopetas de caza; luego en Castilleja de la Cuesta pararon a desayunar.

### Reacción de los sublevados
En Castilleja de la Cuesta un coche atravesó la columna sin ser molestado. En él iban dos falangistas, Rafael Medina y Pedro Perales, que se dirigieron al centro de Sevilla y se unieron a los sublevados. A las 10:00 Queipo de Llano, general en jefe de los sublevados en Andalucía, ordenó a los guardias civiles llegados de Huelva la noche anterior (no los de Asalto, que se encontraban cumpliendo otra misión) que interceptasen la columna. Los guardias condujeron sus vehículos a Castilleja, dando un rodeo por La Algaba para evitar las barricadas levantadas en Triana por las milicias populares. Al pasar por Camas pararon para liquidar la resistencia izquierdista y pusieron el ayuntamiento en manos derechistas.

### Aniquilación de la columna

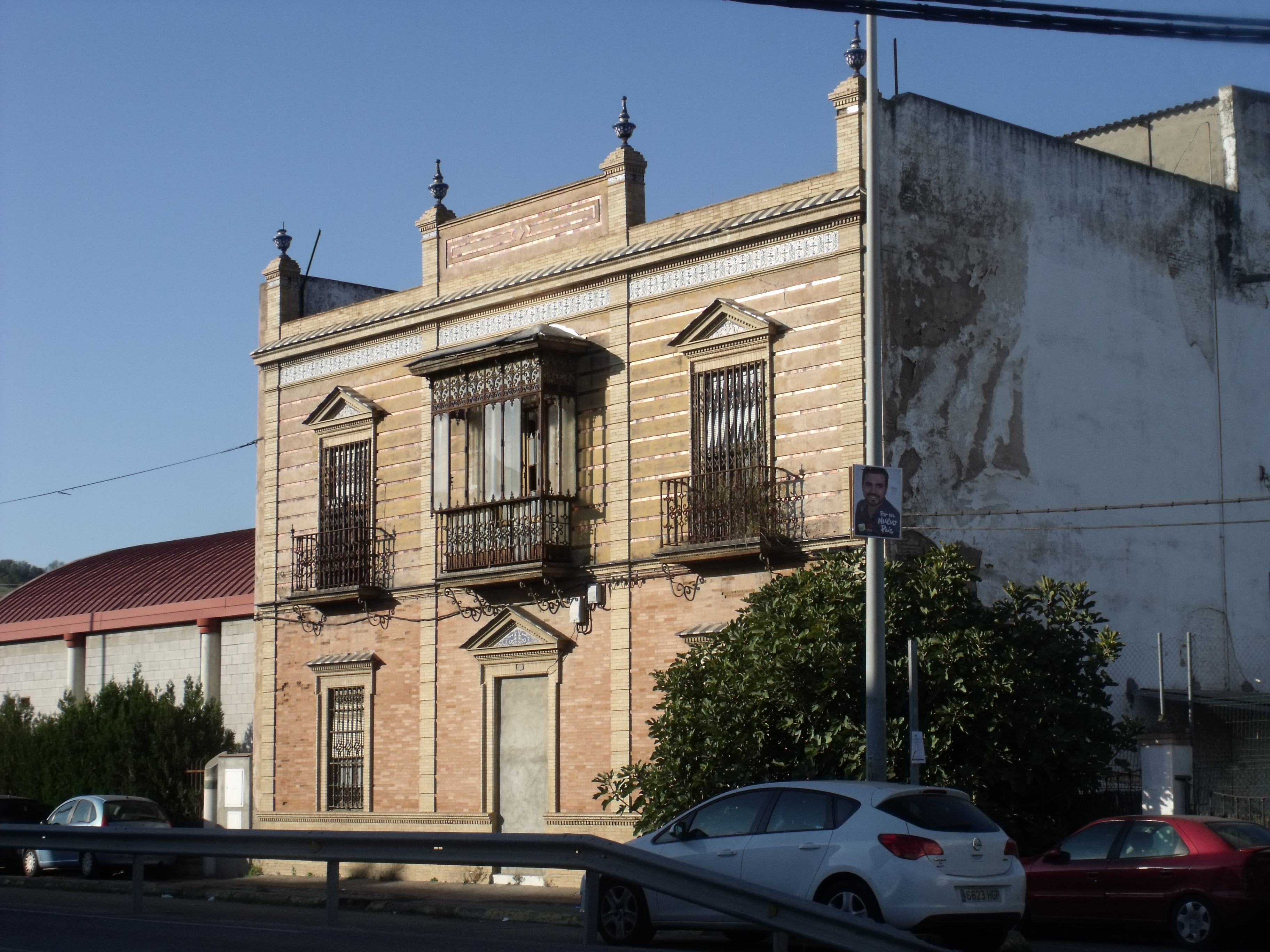
La Pañoleta, en Camas (Sevilla). En esta carretera fueron emboscados los mineros onubenses.

Hacia las doce de la mañana del 19, al llegar a la “Cuesta del Caracol” en el barrio de La Pañoleta (Camas), la columna cayó en una emboscada tendida por los guardias de Haro. Se produjo un confuso intercambio verbal tras el cual los guardias se pusieron a ametrallar a los mineros. Estallaron uno o varios de los camiones cargados con dinamita.  Murieron 25 mineros y 71 fueron hechos prisioneros. Algunos camiones pudieron dar media vuelta y huir mientras el resto de la columna se desbandó a pie. A los mineros capturados los juzgaron los sublevados en consejo de guerra. Tres murieron en prisiones de Sevilla. De los 68 restantes todos menos uno, menor de edad, fueron condenados a muerte el 29 de agosto y fusilados. Los fusilamientos se produjeron en seis diferentes puntos de Sevilla para que sirvieran de escarmiento. Con el mismo fin los cadáveres permanecieron en las calles durante horas.

## Memoria histórica
El bando sublevado utilizó en su propaganda el episodio de la columna minera, acusándola de haber tenido la intención de "volar Sevilla" o más concretamente la Giralda. En 2007 el ayuntamiento de Camas erigió un monolito en recuerdo de la columna minera onubense. En 2014 fueron localizados los restos de nueve de esos mineros, sepultados en el cementerio viejo de Camas. En 2022 se identificaron en la fosa común de Pico Reja al menos una treintena de cuerpos de represaliados de la columna minera.